# Arthrocnodax diaspidis
Arthrocnodax diaspidis är en tvåvingeart som beskrevs av Jean-Jacques Kieffer 1910. Arthrocnodax diaspidis ingår i släktet Arthrocnodax och familjen gallmyggor.
Artens utbredningsområde är Italien. Inga underarter finns listade i Catalogue of Life.